# It's My Party
"It's My Party" é uma canção de 1963 gravada por Lesley Gore (1946-2015) e composta por Herb Wiener, Wally Gold e John Gluck. O single fez grande sucesso na década de 1960.

## Versão de Quincy Jones e Amy Winehouse
"It's My Party" foi regravada por Quincy Jones e Amy Winehouse em 2010 e está incluída no álbum Q Soul Bossa Nostra, trabalho que possui o apoio de diversos artistas da música contemporânea como Usher e Akon. Foi o último lançamento comercial da cantora antes de sua morte no dia 23 de julho de 2011, aos 27 anos. A música é a décima terceira faixa do CD em tributo a Quincy Jones e foi lançada como single em 2 de Novembro de 2010. Na versão de Amy Winehouse, o sucesso de 1963 não se repetiu e a música não foi bem sucedida. A gravadora responsável foi a Interscope Records.

### Quincy Jones sobre Amy Winehouse
De acordo com Quincy Jones, um dos produtores mais conhecidos da indústria fonográfica, já tendo assinado obras de grandes nomes da música como Frank Sinatra, Michael Jackson e Sarah Vaughan, a cantora é "de outro planeta", declarou sobre o talento de Amy Winehouse na revista Rolling Stone, e que a nova roupagem da canção ficou "com cara de Amy".

### Desempenho nas paradas
| Paradas (2010 - 2011) | Melhor posição |
| --------------------- | -------------- |
| Bélgica — Ultratop 50 | 11             |
| Itália — iTunes Chats | 78             |